# Vergiate
Vergiate é uma comuna italiana da região da Lombardia, província de Varese, com cerca de 8.740 habitantes. Estende-se por uma área de 21 km², tendo uma densidade populacional de 401 hab/km². Faz fronteira com Arsago Seprio, Casale Litta, Comabbio, Golasecca, Mercallo, Mornago, Sesto Calende, Somma Lombardo, Varano Borghi.

## Demografia
| Variação demográfica do município entre 1861 e 2011                               |
|                                                                                   |
| Fonte: Istituto Nazionale di Statistica (ISTAT) - Elaboração gráfica da Wikipedia |